# Yū Aoi
Yū Aoi (蒼井優, Aoi Yū), ou Yu Yuu, est une actrice japonaise, née le 17 août 1985 à Kasuga (préfecture de Fukuoka).

## Biographie

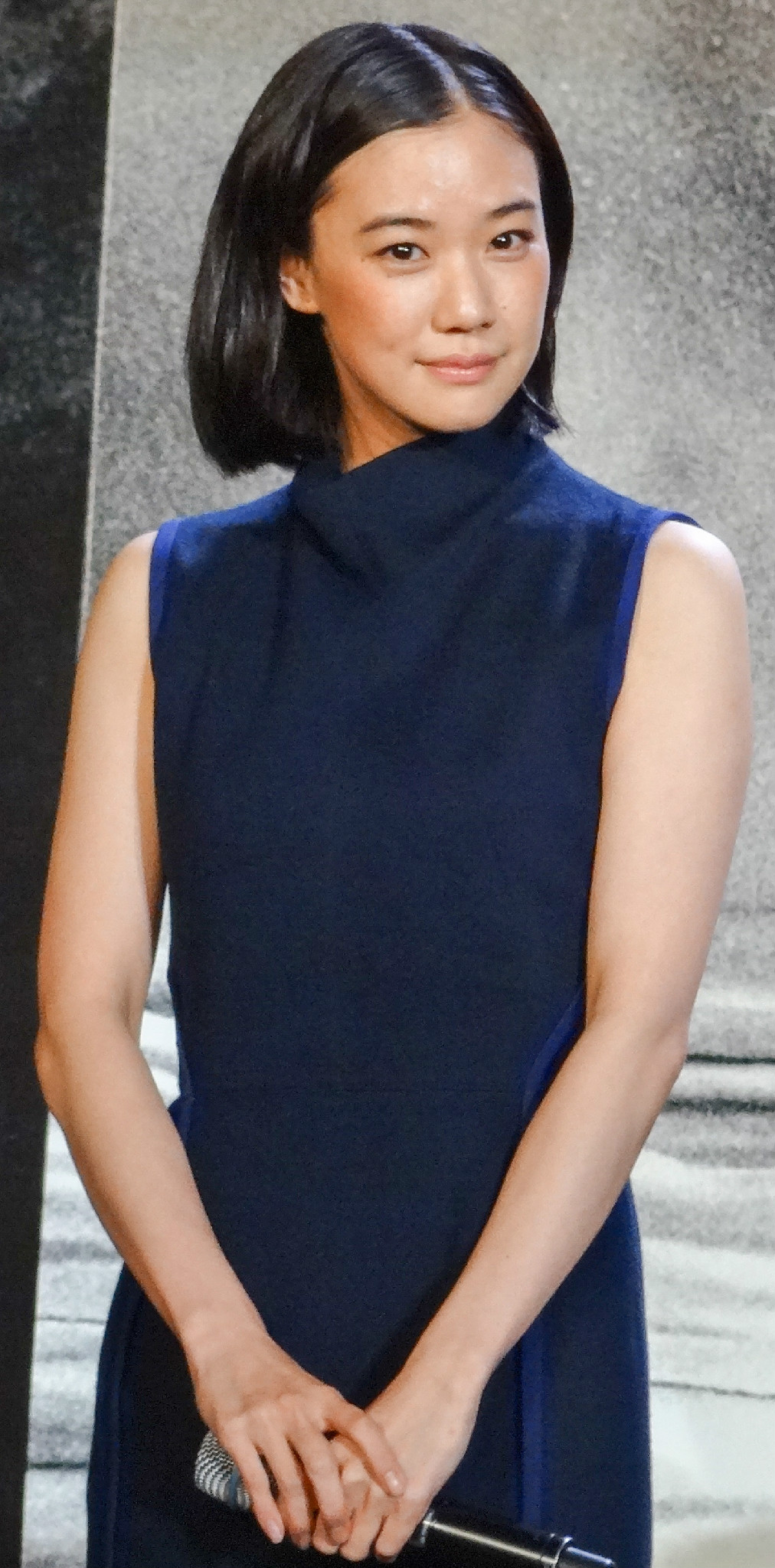
Yū Aoi en 2014.

Elle débute en 1999 à la télévision. En 2000 elle débute au cinéma dans All About Lily Chou-Chou avec Shiori Tsuda, Hayato Ichihara, Shugo Oshinari, Miwako Ichikawa et Ayumi Ito. Elle joue ensuite dans Ao to Shiro de Mizuiro avec Aoi Miyazaki.
En 2003 elle joue avec Anne Suzuki[Quoi ?]. En 2005 elle joue dans Yamato avec Shido Nakamura et Kenichi Matsuyama.

## Filmographie

### Cinéma

#### Années 2000
- 2001 : All About Lily Chou-Chou (リリイ・シュシュのすべて, Rirī Shushu no subete?) de Shunji Iwai : Shiori Tsuda
- 2002 : Harmful Insect (害虫, Gaichū?) d'Akihiko Shiota : Natsuko
- 2003 : 1980 de Keralino Sandrovich (ja) : Rika Hashiba
- 2003 : Gūzen nimo saiaku na shōnen (偶然にも最悪な少年?) de Su-yeon Gu : la petite amie de Harada
- 2004 : Hana and Alice (花とアリス, Hana to Arisu?) de Shunji Iwai : Setsuko "Alice" Arisugawa
- 2004 : Mask de 41 de Tenshi Matsumoto : Haruka Kuramochi
- 2004 : Umineko (海猫?) de Yoshimitsu Morita : Miya Noda
- 2005 : Henshin (変身?) de Tomoki Sano (ja) : Kei Hamura
- 2005 : Hoshi ni natta shōnen (星になった少年?) de Shunsaku Kawake (ja) : Emi Murakami
- 2005 : Jukai (呪戒?) de Futoshi Kamino
- 2005 : Kame wa igai to hayaku oyogu (亀は意外と速く泳ぐ?) de Satoshi Miki (ja) : Kujaku Ogitani
- 2005 : Nirai kanai kara no tegami : Fuki Asato
- 2005 : Les Hommes du Yamato (男達の大和, Otoko-tachi no Yamato?) de Jun'ya Satō : Taeko
- 2005 : Tetsujin niju-hachigo : Mami Tachibana
- 2006 : Amer Béton : Shiro (Voix)
- 2006 : Hachimitsu to kurôbâ : Hagu
- 2006 : Hula Girls (フラガール, Hura gāru?) de Lee Sang-il : Kimiko Tanikawa
- 2006 : Mushishi : Tanyu
- 2006 : Niji no megami : Kana Sato
- 2006 : Sugar & spice: Fûmi zekka : la fille sur le bus
- 2007 : Best Wishes for Tomorrow : Kazuko Moribe
- 2007 : Hito no sekkusu o warauna : En
- 2007 : Quiet room ni yôkoso : Miki
- 2008 : Hyakuman-en to nigamushi onna : Suzuko Satô
- 2008 : Tokyo!, segment Shaking Tokyo : la livreuse de pizza
- 2009 : Honokaa Boy (ホノカアボーイ, Honokaa bōi?) d'Atsushi Sanada (ja) : Kaoru
- 2009 : Ike-chan to boku : Ike-chan (Voix)
- 2009 : Redline : Sonoshee (Voix)

#### Années 2010
- 2010 : Flowers : Rin
- 2010 : Nodame Kantâbire: Saishuu-gakushou - Kouhen : Jadwiga, aka Jadwi (Voix)
- 2010 : Otôto : Koharu Takano
- 2010 : Raiou : Rai / Yu
- 2011 : Tamatama
- 2011 : Vampire : Mina
- 2011 : Yougashiten koandoru : Natsume
- 2012 : Kenshin le vagabond : Megumi Takani
- 2012 : Shokuzai : Sae Kikuchi (adulte)
- 2013 : Albator, corsaire de l'espace : Miime (Voix)
- 2013 : Mottomo tôi ginga : Akane
- 2013 : Tôkyô kazoku : Noriko Mamiya
- 2014 : Haru wo seotte : Ai takazawa
- 2014 : Kenshin Kyoto Inferno : Megumi Takani
- 2014 : Kenshin : La Fin de la légende : Megumi Takani
- 2014 : Mozu
- 2014 : Wakamonotachi : Azusa
- 2014 : Zipang Punk : GIN
- 2015 : Dr. Rintarô : Yumeno
- 2015 : Hana et Alice mènent l'enquête : Tetsuko Arisugawa (Alice) (Voix)
- 2015 : Vers l'autre rive : Matsuzaki, Tomoko
- 2016 : Azumi Haruko wa yukue fumei : Haruko Azumi
- 2016 : Kazoku wa tsuraiyo : Noriko Mamiya
- 2016 : Ôbâ fensu : Satoshi
- 2017 : Hello Harinezumi
- 2017 : Birds Without Names (彼女がその名を知らない鳥たち, Kanojo ga sono na o shiranai toritachi?) de Kazuya Shiraishi : Towako Kitahara
- 2017 : Kazoku wa tsuraiyo 2
- 2017 : Mix : Yang
- 2017 : Saki ni umaretadake no boku
- 2017 : Tôkyô gûru : Kamishiro Rize
- 2018 : Tsuma yo bara no yô ni: Kazoku wa tsuraiyo III
- 2018 : Killing (斬、, Zan?) de Shin'ya Tsukamoto
- 2019 : Miyamoto kara Kimi e
- 2019 : Nagai Owakare
- 2019 : Aru Sendou no Hanashi

#### Années 2020
- 2020 : Les Amants sacrifiés de Kiyoshi Kurosawa : Satako Fukuhara
- 2021 : Kenshin : L'Achèvement (るろうに剣心 最終章 The Final, Rurōni Kenshin saishū shō: The Final?) de Keishi Ōtomo Megumi Takani
- 2025 : Asura de Hirokazu Kore-eda

### Télévision

#### Séries télévisées
- 1997 : O'hasta : Elle-même
- 2003 : Kôkô kyôshi : Mami Ezawa
- 2005 : Tiger & Dragon : Risa
- 2008 : Osen : Handa Sen / Osen
- 2010 : Unubore deka : Konuma Setsuko
- 2010 : Ryōmaden (龍馬伝?)
- 2011-2016 : Bokura no jidai : Lui-même / Elle-même
- 2012 : Shokuzai : Sae Kikuchi (adulte)
- 2012 : Tabi no chikara : Narrator
- 2013 : Garireo : Kanbara Atsuko

#### Téléfilms
- 2001 : Ao to Shiro de Mizuiro : Shiina Kasumi
- 2005 : 24 no hitomi
- 2007 : Miyori no mori : Miyori (Voix)
- 2012 : Double Face: Sen'nyû sôsa hen : Mari
- 2012 : Gareki ni tatsu kiiroi hankachi - Yamada Yôji shinsai to mukiau

## Distinctions

### Récompenses
- Prix Hōchi 2017 : meilleure actrice pour Birds Without Names[1]
- Japan Academy Prize 2018 : prix de la meilleure actrice pour Birds Without Names[2]
- Prix Kinema Junpō 2018 : meilleure actrice pour Birds Without Names
- Festival du film de Yokohama 2018 : prix de la meilleure actrice pour Birds Without Names

### Nominations
- 2007 : prix de la meilleure actrice dans un second rôle pour Les Hommes du Yamato[3]